# Војнобезбедносна агенција
Војнобезбедносна агенција (ВБА) је организациона јединица Министарства одбране Републике Србије надлежна за безбедносну и контраобавештајну заштиту Министарства одбране и Војске Србије.
Агенција обележава 12. новембар као Дан Војнобезбедносне агенције.

## Историјат

### Зачеци војне безбедности
Историјат обавештајне и контраобавештајне делатности у војне сврхе у Србији може се пратити од времена Првог српског устанка. Први правни акт који је дефинисао војнобезбедносну делатност јесте настао 1836. године, а реч је о Дужностима војних команданата, у којем стоји да су војни команданти и среске старешине дужне водити рачуна да ли се неко договара са непријатељима земље. Војни закон из 1839. године ближе је одредио дела и санкције из ове области, укључујући и шпијунажу.
На основу уредбе од 10. априла 1920. године формирано је Обавештајно одељење при Главном ђенералштабу, задужено за војнообавештајне и контраобавештајне послове. Са радом је почело 6. маја 1920. године, а његове надлежности ближе су уређене новом уредбом од 14. септембра 1923. године.
Од 1928. године до Априлског рата 1941. године деловали су контраобавештајни центри, а уочи рата је извршена реорганизација Ђенералштаба који је добио Обавештајну дирекцију са обавештајним, контраобавештајним и одељењем за послове шифри.

### Други светски рат
У мају 1942. године, Врховни штаб НОВ и ПОЈ издао је упутство о организацији обавештајне и контраобавештајне службе у партизанским јединицама, тако да су убрзо формиране Обавештајна служба и Служба безбедности. Септембра 1943. године формирано је Одељење за заштиту народа (ОЗНА), које наредне године добија и Корпус народне одбране Југославије (КНОЈ) као свој извршни орган. У марту 1945. године ОЗНА добија 6 одсека, а Други одсек добија задужење да се бави контраобавештајном активношћу на слободној територији, док Трећи одсек преузима контраобавештајну делатност у јединицама НОВЈ. До 1952. године, УДБА је, као наследник Озне, имала војну формацију и структуру.

### Од КОС-а до Војне службе безбедности (1946—2003)
Од Трећег одсека Озне је 13. марта 1946. године формирана Контраобавештајна служба (КОС) са задатком да обавља послове заштите Југословенске армије од обавештајних делатности. На челу КОС-а налазио се помоћник министра за народну одбрану. Припадници ове службе имали су право да хапсе и ислеђују лица осумњичена за шпијунажу, саботажу, диверзију, тероризам, непријатељску агитацију и пропаганду, бандитизам и кривична дела која су управљена против државе, народа и појединаца.
Од 1948. године Управа КОС-а налазила се у Генералштабу као његова Дванаеста управа. Од 1950. године деловала је једногодишња Школа Контраобавештајне службе, а од 1952. године двомесечна Школа резервних официра КОС-а. У новембру 1955. године у Панчеву је формиран Школски центар безбедности са Школом безбедности и Школом војне полиције.
Између 1955. и 1992. године постојала је Управа безбедности у оквиру Савезног секретаријата за народну одбрану. Са формирањем Војске Југославије 1992. године, Управа безбедности је премештена у Генералштаб.
Од 2. јула 2002. година постоји Војна служба безбедности, која је из Генералштаба премештена у Министарство одбране. Убрзо су раздвојене војнополицијска и контраобавештајна функција, те је ВБА постала агенција Министарства одбране, а Одељење Војне полиције део Генералштаба.
У акцији Агенције праћен је и приведен генерал Момчило Перишић, који је био сарадник Централне обавештајне агенције.

### Војнобезбедносна агенција (2004—)
Наредбом министра одбране Првослава Давинића од 29. септембра 2003. године формирана је Војнобезбедносна агенција као део Министарства одбране. Почела је са радом 1. јануара 2004. године.
Закон о Војнобезбедносној агенцији и Војнообавештајној агенцији донет је 2009. године. Надзор над радом ВБА добили су генерални инспектор и Унутрашња контрола. Некадашњи Школски центар безбедности у Панчеву од 28. фебруара 2009. године функционише као Центар за усавршавање кадрова Војнобезбедносне агенције.
Дан ВБА је 12. новембар, у част датума када је 1839. године донет први Војни закон у Србији, а који је уредио и војнобезбедносну делатност.

## Мисија и задаци
ВБА је надлежна за безбедносну и контраобавештајну заштиту Министарства одбране и Војске Србије, у оквиру које обавља безбедносне и контраобавештајне послове и задатке.
У том погледу, разликују се два типа послова и задатака:
1. Безбедносни: безбедносна заштита снага, објеката, средстава, активности, тајних података, безбедносне провере лица, индустријска безбедност и безбедносна заштита информационо-телекомуникационог система и криптозаштите;
2. Контраобавештајни: супротстављање обавештајној, терористичкој и организованој криминалној делатности упереној против МО и ВС, откривање и документовање кривичних дела против уставног уређења и безбедности Републике Србије, човечности и међународног права у случају да се као учиниоци појаве запослени у МО и ВС, кривичних дела попут корупције унутар МО и ВС, као и контраобавештајна заштита лица, објеката и активности.

## Директори
| Фотографија | Име и презиме    | Чин                                                    | Мандат           | Мандат           |
| ----------- | ---------------- | ------------------------------------------------------ | ---------------- | ---------------- |
|             | Момир Стојановић | пуковник                                               | 1. јануар 2004.  | 26. мај 2004.    |
|             | Светко Ковач     | генерал-мајор                                          | 7. октобар 2005. | 17. јануар 2014. |
|             | Петар Цветковић  | бригадни генерал (2014—2018) генерал-мајор (2018—2021) | 2014.            | 2018.            |
|             | Ђуро Јованић     | генерал-мајор генерал-потпуковник                      | 2018.            | тренутно         |